# 特拉夫涅韋 (梅利托波爾區)
47°0′44″N 35°28′11″E / 47.01222°N 35.46972°E
特拉夫內韋（烏克蘭語：Травневе）是位於烏克蘭東南部的村莊，由扎波羅熱州梅利托波爾區的泰爾平尼亞市鎮負責管轄。該村處於莫洛奇納河畔，分別距離扎里奇涅1公里和皮里盧基夫卡1.5公里，面積0.73平方公里，海拔高度19米，2001年人口186。